# 춘천 박씨
춘천 박씨(春川朴氏)는 강원특별자치도 춘천시를 본관으로 하는 한국의 성씨이다.

## 역사
춘천 박씨(春川 朴氏)의 시조 박항(朴恒)은 자가 혁지(革之)이고 처음 이름은 박동보(朴東甫)였으며 춘주(春州)의 주리(州吏)였다. 신라 경명왕의 일곱째 아들인 강남대군(江南大君) 박언지(朴彦智)의 11세손이라고 한다. 고려 고종 때 문과에 급제하여 한림원(翰林院)을 거쳐 충주목사(忠州牧使)로 나갔으며, 충렬왕 때 승선(承宣)을 거쳐 동지밀직사(同知密直使)에 올라 왕을 호종하고 원(元)에 다녀와 좌명공신(佐命功臣)에 책록되고 춘성부원군(春城府院君)에 봉해졌다.
그의 아들 박원굉(朴元宏)은 평장사, 박원비(朴元庇)는 판서를 지냈고, 박원굉의 아들 박안구(朴安具)는 대제학, 증손 박의공(朴義公)은 병조판서를 지냈으며, 박원비의 아들 박광선(朴光先)·박려(朴旅) 부자는 직강(直講)을 지냈다.

## 본관
춘천(春川)은 강원도에 위치한 지명으로 본래 맥국(貊國)의 땅이었던 것을 신라 선덕여왕때 우수주(牛首州) 또는 우두주(牛頭州)라 불렀고, 673년에 수약주(首若州) 또는 조근내(鳥斤乃), 오근내(烏斤乃),수차약(首次若)으로 개칭하였으며, 경덕왕때 삭주로 고쳤다. 940년(고려 태조 23) 춘주(春州)로 고치고 995년(고려 성종 14)에는 단련사(團練使)가 설치되었고 안변부(安邊府)에 예속되었다. 1203년(고려 신종 6)에 안양도호부(安陽都護府)로 승격되었다가 뒤에 춘주군으로 바뀌었다. 1413년(조선 태종 13) 춘천군(春川郡)으로 고쳐 도호부로 승격되었고, 1415년(조선 태종 15)에 춘천도호부로 승격되어 조선시대 동안 유지되었다. 1895년(조선 고종 32) 지방제도 개정으로 춘천부 춘천군이 되었다. 

## 분파
박항(朴恒)의 아들 평장사(平章事) 박원굉(朴元宏)과 판사(判事) 박원비(朴元庇)의 후손에서 장본파(張本派)ㆍ월교파(月橋派)ㆍ고탄파(古呑派)ㆍ평천파(平川派), 경주파(慶州派)ㆍ노일파(魯日派)ㆍ예천파(醴泉派)ㆍ의성파(義城派)ㆍ상주파(尙州派)ㆍ평해파(平海派)ㆍ영해파(寧海派)ㆍ건금파(乾金派)ㆍ약사파(藥司派)ㆍ봉산파(鳳山派)의 14파로 크게 분파되었다.
| - 장본파(張本派) - 박충간 - 월교파(月橋派) - 박신간 - 고탄파(古呑派) - 박성간 - 평천파(平川派) - 박인간 - 경주파(慶州派) - 박하류 - 노일파(魯日派) - 박은류 - 예천파(醴泉派) - 박수 | - 의성파(義城派) - 박진 - 상주파(尙州派) - 박문로 - 평해파(平海派) - 박희 - 영해파(寧海派) - 박벽 - 건금파(乾金派) - 박이경 - 약사파(藥司派) - 박이흠 - 봉산파(鳳山派) - 박수산 |

## 인물
- 박원굉 - 박항의 아들, 고려 평장사를 지냈다.
- 박원비 - 박항의 아들, 고려 판서를 지냈다.
- 박안구 - 박원굉의 아들, 대제학을 지냈다.
- 박의공 - 조선 병조판서를 지냈다.
- 박충간 - 시중 박영기의 맏아들, 조선 목사
- 박치 - 조선 퇴계 이황의 외조부
- 박영 - 조선 인조 때 창성방어사(昌城防禦使)

## 집성촌
- 강원특별자치도 양평군 강상면 신화리
- 강원특별자치도 춘천시 일원
- 강원특별자치도 영월군 한반도면 쌍용리
- 경상북도 상주시 모서면 지산리
- 경상북도 울진군 북면 사계리
- 경상북도 영양군 삼산리
- 전라남도 보성군 벌교읍 고읍리
- 충청북도 청주시 상당구 미원면 가양리
- 충청북도 청주시 흥덕구 비하동

## 과거 급제자
춘천 박씨는 조선시대 문과 급제자 6명을 배출하였다.
문과
박광선(朴光先) 박려(朴旅) 박문도(朴文道) 박상범(朴尙範) 박성근(朴聖根) 
박형량(朴亨良)    
무과
박경득(朴景得) 박경선(朴景善) 박계광(朴繼光) 박계선(朴繼善) 박대해(朴大海) 
박성익(朴聖翊) 박승률(朴承慄) 박시창(朴時昌) 박신도(朴信道) 박연웅(朴連雄) 
박예관(朴禮寬) 박은창(朴殷昌) 박익(朴益) 박태빈(朴泰彬) 박현(朴賢) 
박환(朴煥)     
생원시
박동원(朴東遠) 박원건(朴元健) 박재순(朴再淳)   
진사시
박문우(朴文佑) 박성근(朴聖根) 